# Caça na laguna (Carpaccio)
Caça na laguna é uma pintura a óleo sobre madeira pintada em 1490-1495 pelo pintor italiano Vittore Carpaccio, obra que se encontra actualmente no Getty Center, em Los Angeles.
A pintura foi reconhecida como sendo a parte de cima do painel Duas damas venezianas que se encontra no Museu Correr, em Veneza, o que veio esclarecer a iconografia de ambas as pinturas, tendo as duas partes sido separadas antes do século XIX. O lírio que está no canto inferior esquerdo, fora de escala, pertence ao vaso que se encontra na outro pintura. O mesmo tipo de madeira existente em ambas as pinturas confirmou esta hipótese.

## Descrição e estilo
Caça na laguna mostra, num trecho da vida quotidiana, homens a caçar numa laguna com arco e flechas, (enquanto as mulheres esperam pensativamente numa loggia, no primeiro plano da obra completa).

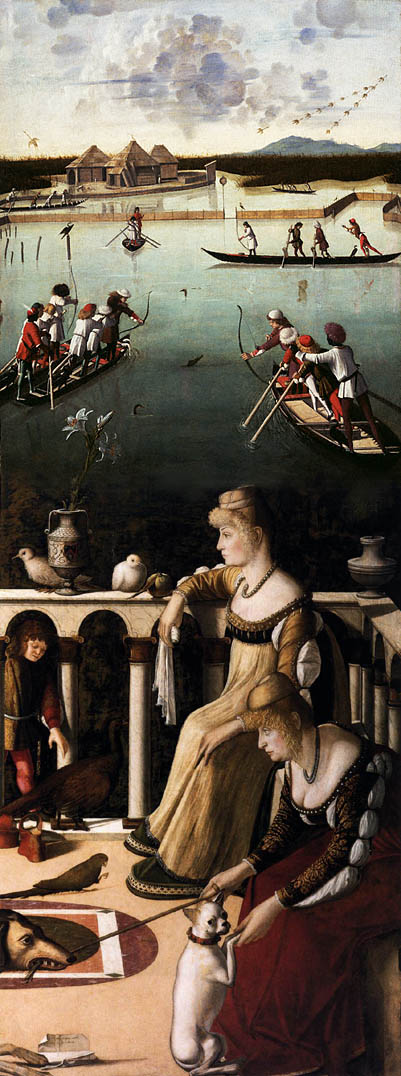
Reconstituição da obra
original completa

É uma obra ligada aos grandes ciclos de pinturas, como as Histórias de Santa Úrsula, em que a cor é densa pela qualidade atmosférica que faz circular o ar como se estivesse uma janela aberta.
A vista da lagoa é representada em voo de pássaro com grande atenção aos detalhes naturalistas e aos ligados à atividade humana. Quatro barcas de fundo baixo com remadores deslizam silenciosamente convergindo para um as aves aquáticas que os arqueiros visam. Estes não usam setas, mas bolas de argila para atordoar os animais e não danificar a sua plumagem. Um pássaro acaba de ser atingido por um arqueiro e caiu na água.
Em fundo podem-se ver outros barcos, algumas cabanas cercadas por cursos de água, juncos e uma montanha no horizonte limpa de névoa. O céu é pontilhado de nuvens e clareia no horizonte, como ao amanhecer. Um bando de pássaros voa fazendo o típico "V".

## História da obra
Separada da sua parte inferior em data incerta, a Caça na laguna como a conhecemos hoje já fazia parte da coleção do Cardeal Fresch, um grande colecionador do final do século XIX e tio de Napoleão. Com a queda de Napoleão, em 1815, Fresch levou a obra para Roma e, após a sua morte, em 1845, a obra foi leiloada juntamente com muitas outras obras da sua imensa colecção.
A obra foi então comprada pelo marquês Gian Paolo Campana, outro grande colecionador de Roma, tendo sido herdada pelo seu bisneto Camillo Benucci que a confiou ao antiquário Sebasti. A pintura, na época, não estava inteiramente legível pelas camadas superficiais de sujidade e desconhecia-se o seu autoria.
Em 1944, o antiquário Sebasti mostra a pintura ao arquiteto Busiri Vici que apesar das camadas de sujidade vislumbra a qualidade da obra e compra-a pela mísera quantia de 80 mil liras. Restaurada no seu esplendor original pelo restaurador Matteucci, foi possível estudar uma atribuição mais precisa, aproximando-a de Vittore Carpaccio.
Vici, que se esforçou para conhecer a história da posse da pintura, deu muita publicidade à sua descoberta e o antiquário, descobrindo a importância do autor da obra, moveu um processo ao arquiteto invocando a sua ignorância face ao conhecimento do arquitecto, conseguindo obter uma compensação de dois milhões de liras.
Entretanto, o Ministério dos Bens Culturais italiano não reconheceu o autor da obra dando assim luz verde para a sua exportação para a Suíça onde permaneceu numa coleção privada até à sua aquisição pela colecção do Getty Center, em 1972.

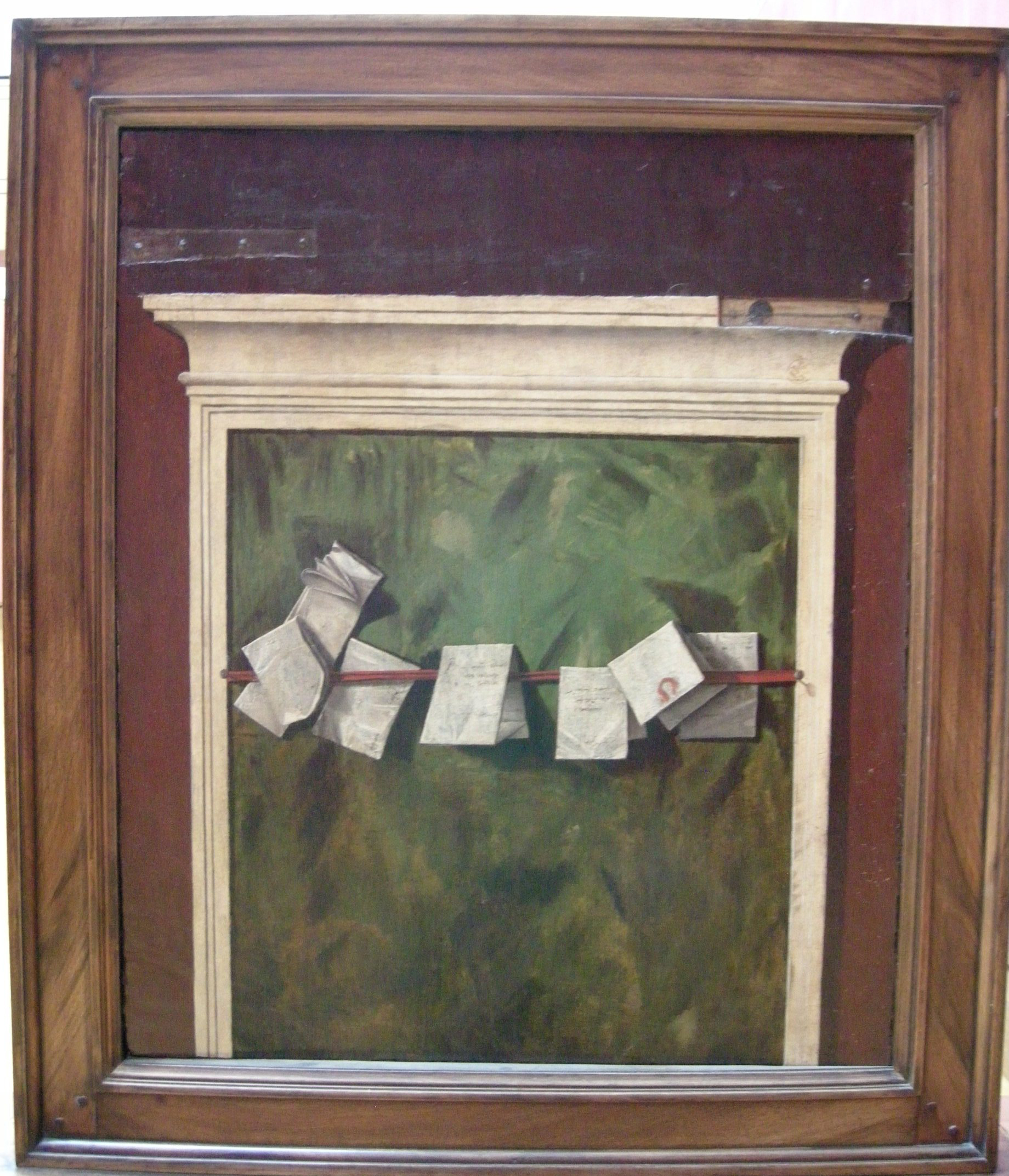
Verso de Caça na laguna